# La Llorona (Volkslied)
La Llorona (wörtl. „Die Weinende“) ist ein mexikanisches Volkslied. Seinen Ursprung hat dieser traditionelle Son in der Region des Isthmus von Tehuantepec.
Der Text wird dem Dichter Andrés Henestrosa zugeschrieben; allerdings existieren zahlreiche unterschiedliche Textversionen. Bekannt gemacht wurde das Lied insbesondere durch die Sängerin Chavela Vargas. Es wurde von zahlreichen weiteren Musikerinnen interpretiert, darunter Nana Mouskouri und Joan Baez.

## Inhalt
In dem Lied geht es um La Llorona, eine Gestalt der mexikanischen Folklore. Sie weint um ihre Kinder, die sie zuvor selbst im Fluss ertränkt hat.